# Emma Kaili Metcalf Beckley Nakuina
Emma Kailikapuolono Metcalf Beckley Nakuina (5 de març de 1847 - 27 d'abril de 1929) va ser una de les primeres jutgesses, comissària i escriptora cultural hawaiana. Descendent d'un plantador de sucre nord-americà i d'una gran capçalera hawaiana, es va educar a Hawaii i Califòrnia. Va ocupar el càrrec de conservadora del Museu Nacional de Hawaii des de 1882 fins a 1887, i també va servir com a comissària de vies privades i drets d'aigua des de 1892 fins a 1907. Pel seu paper com a comissària del govern, és freqüentment reconeguda com la primera dona jutge de Hawaii. Durant els primers anys de 1900, es va convertir en una partidària del moviment a favor del sufragi femení al Territori de Hawaii. Nakuina també va ser una escriptora prolífica sobre el tema de la cultura i el folklore hawaians i les seves nombroses obres literàries inclouen Hawaii, Its People, Their Legends (1904).

## Vida primerenca i família
Nakuina va néixer el 5 de març de 1847 a la casa de la seva família a Kaua'ala a la vall de Manoa, en el que ara és el campus de la Universitat de Hawaii a Manoa. El pare d'ella, Theophilus Metcalf, nascut al comtat d'Ontario, Nova York, va arribar a Hawaii el 19 de maig de 1842 i va obtenir la ciutadania el 9 de març de 1846. Va exercir com a plantador de sucre i agrimensor governamental durant el Gran Mahele. La seva mare, Kailikapuolono, era descendent dels llinatges aliʻi d'⁣Oahu, que tradicionalment s'associava amb les pedres natals de Kūkaniloko, on van néixer els caps de més alt rang de les illes. El seu besavi matern era Nahili, un cap de l'illa de Hawaii i un dels generals del rei Kamehameha I durant la seva conquesta de les illes Hawaii. La seva família materna es considerava de la classe kaukau aliʻi hawaiana, o caps de rang inferior al servei de la família reial.
Nakuina es va educar a l'Acadèmia Sacred Hearts i a l'escola Punahou d'⁣Honolulu. També va rebre tutories particulars en molts idiomes pel seu pare, com ara grec, llatí, hebreu, francès, alemany, anglès i hawaià. El 1866, s'estava preparant per assistir al Seminari Young Ladies (actual Mills College) a Benicia, Califòrnia. No es troben registres de la seva inscripció als arxius del Mills College. El seu pare va perdre la vida el 6 d'agost de 1866, mentre estava a Oakland, possiblement amb l'objectiu de matricular-la a la seva nova escola, i ella va decidir romandre a Hawaii. A una edat jove, el rei Kamehameha IV va ordenar que fos formada en els drets i costums tradicionals de l'aigua.

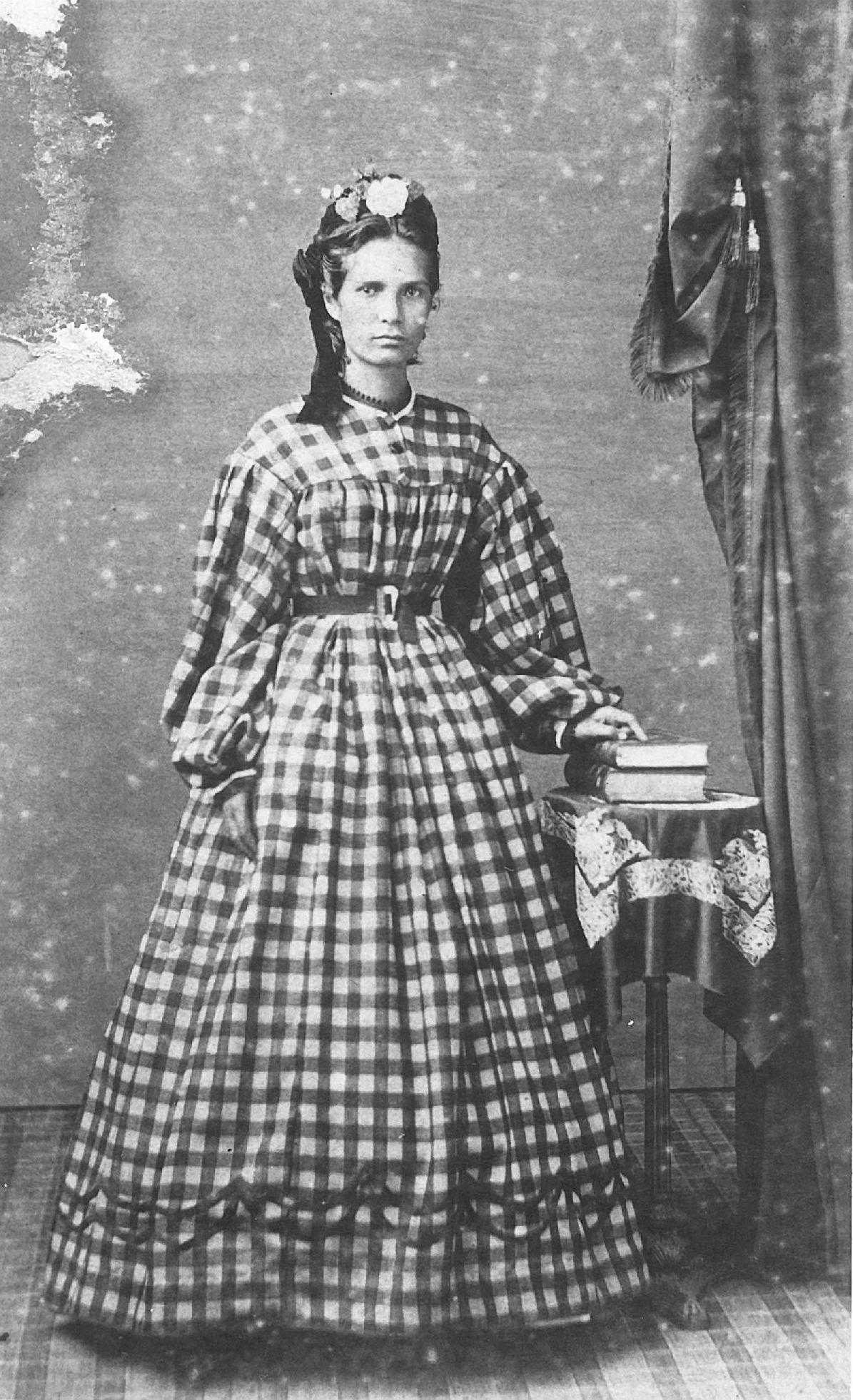
Emma Metcalf, fotografia de Charles Leander Weed, c. 1865

El 3 de desembre de 1867, es va casar amb Frederick William Beckley Sr. (1845–1881), un noble en part hawaià com ella. Va servir com a dama de companyia de la reina Kapiʻolani, l'esposa del rei Kalākaua, mentre que el seu marit va exercir com a camarlenc de la Casa Reial i al govern hawaià com a membre de la Cambra de Representants i com a governador reial de Kauai. Van tenir set fills, inclòs el fill Frederick William Beckley Jr. (1874–1943) i la filla Sabina Beckley Hutchinson (1868–1935). Beckley Sr. va morir el 1881, deixant Nakuina vídua. El 1887, va contraure matrimoni novament amb el reverend Moses Kuaea Nakuina (1867–1911). Nebot del ministre de Finances Moses Kuaea, era vint anys més jove que ella i també era descendent de la noblesa hawaiana. Van tenir dos fills: un fill de curta vida anomenat Irving Metcalf Nakuina, que va néixer i va morir el 1888, i una filla que va contreure la lepra i va ser enviada a l'⁣assentament de la lepra de Kalaupapa.
Un article de diari al número del Honolulu Star-Bulletin del 16 d'octubre de 1916 afirmava que Emma era la padrina de la princesa Kaʻiulani, la neboda de Kalākaua i l'última hereva del tron hawaià.

## Carrera
Després de la mort de la seva primera parella, Walter Murray Gibson, i possiblement per suggeriment del rei Kalākaua, Nakuina va ser designada com a conservadora del Museu Nacional i Biblioteca del Govern de Hawaii. En documents oficials, va utilitzar el títol de curadora. El salari d'aquest càrrec governamental li va proporcionar suport per al manteniment dels seus fills. Durant el seu període com a comissària governamental, Nakuina va contribuir a l'ampliació de la col·lecció del museu, ubicat a la planta superior d'Aliolani Hale, l'edifici governamental. A més, es va establir com una autoritat en les llegendes i la història tradicional hawaiana mitjançant una sèrie de publicacions. Va brindar assistència als escriptors Thomas G. Thrum i William DeWitt Alexander en diverses de les seves obres, oferint els seus coneixements com a assessora cultural i traductora. Després del tancament de l'administració Gibson el 1887, els fons destinats al museu van ser retallats i les seves col·leccions van ser integrades posteriorment al Museu Bishop..
El 1892, va ser nomenada Comissionada de Camins Privats i Drets de l'Aigua del districte de Kona, a l'illa d'Oahu, corresponent a la capital d'⁣Honolulu i els seus voltants. Nakuina va ser escollida per a aquest càrrec específicament pel seu coneixement dels drets tradicionals de l'aigua, i se li va encarregar els deures de resoldre els problemes d'ús i drets de l'aigua. Va ocupar aquest càrrec des de 1892 fins a 1907, moment en què els poders van ser reassignats als tribunals de circuit. Durant el seu mandat, va treballar sota la monarquia fins a l'enderrocament del Regne de Hawaii el 1893. Per mantenir-se al seu càrrec governamental, va prestar el jurament de fidelitat als règims posteriors del Govern Provisional, la República i el Territori de Hawaii. Tot i que mai va tenir el títol formal, sovint se la considera la primera dona jutge de Hawaii.
El març de 1893, es va convertir en membre de la Hui Aloha ʻĀina o Na Wahine (Lliga Patriòtica de Dones Hawaianes) o Hui Aloha ʻĀina per a les dones. Aquest grup patriòtic es va fundar poc després que el seu homòleg masculí, Hui Aloha ʻĀina for Men, per oposar-se a l'enderrocament i planeja annexionar les illes als Estats Units i donar suport a la reina deposada. Nakuina va servir com a intèrpret de l'organització durant un mes fins que va sorgir una disputa entre dues faccions del grup. La fractura es va centrar en les paraules d'un memorial que busca la restauració de la monarquia que es va presentar al comissari dels Estats Units James Henderson Blount, que va ser enviat pel president Grover Cleveland per investigar l'enderrocament. El memorial original utilitzava la paraula "Reina" deixant de banda el nom de Liliʻuokalani i es va oposar la petita facció formada per dones hawaianes grans i de sang plena que sospitaven que era un estratagema dels hawaians més joves i educats per posar Kapiʻolani o Kaʻiulani al tron, en canvi. Es va redactar un segon memorial que inclou el nom de Liliʻuokalani i els arquitectes originals del primer memorial, inclòs Nakuina, van renunciar o van ser substituïts. Nakuina va ser substituïda per Mary Ann Kaulalani Parker Stillman.
El 1895, Nakuina va ajudar a fundar la Societat de Socors de Hawaii a la seva oficina per ajudar les víctimes d'una epidèmia de còlera a les illes. Va cofundar l'organització amb altres dones hawaianes destacades, com Elizabeth Kekaʻaniau, Abigail Kuaihelani Campbell i Emilie Widemann Macfarlane, que havien estat totes membres de Hui Aloha ʻĀina for Women.
El 1897, Nakuina va ser esmentada en un article de Janet Jennings, del Chicago Times-Herald, sobre l'important paper i l'estatus de les dones en part hawaianes a la nació hawaiana, que la descrivia com "una dona intel·ligent i realitzada, els assoliments acadèmics de la qual convertir-la en una figura única als cercles polítics i socials de Honolulu".

## Vida posterior
Més tard, Nakuina va tornar a escriure. Es va convertir en una de les primeres dones membres de la Hawaiian Historical Society i es va unir a l'organització cívica Daughters of Hawaii. El 1904, va escriure el seu únic llibre, Hawaii, Its People, Their Legends, publicat pel Comitè de Promoció de Hawaii. Tenia la intenció d'introduir els turistes a la cultura de Hawaii, però també estava imbuït del seu propi sentit d'orgull per la seva herència hawaiana i l'amargor pels efectes negatius de la influència estrangera a les illes. Segons Cristina Bacchilega, aquesta publicació va ser un exemple encobert de desafiament femení contra el món occidental.
El 1917, Nakuina va organitzar una festa per a Almira Hollander Pitman, una sufragista important dels Estats Units continentals, i el seu marit Banjamin Franklin Pitman. La reunió va atreure molts sufragistes de la classe alta de Honolulu, incloent-hi Wilhelmine Widemann Dowsett, presidenta de l'Associació Nacional de Sufragi per a la Igualtat de les Dones de Hawaii, i Emma Ahuena Taylor, que va demanar a Almira Pitman que abracés la causa de les dones del Territori de Hawaii. Aquesta reunió i les reunions posteriors amb el Honolulu Women's Club van impulsar Almira Pitman a escriure a les seves connexions a casa seva, la qual cosa va ajudar a impulsar un projecte de llei al Congrés que autoritzava la Legislatura Territorial de Hawaii amb el poder de legislar sobre el tema del sufragi femení. El 1919 es va planejar un projecte de llei local per donar dret a les dones de Hawaii. Va ser substituït abans que pogués ser adoptat quan, l'any següent, el Congrés va aprovar la Dinovena Esmena, que atorgava a totes les dones dels Estats Units el dret de vot.
Nakuina va morir el 27 d'abril de 1929, a casa del seu fill, als vuitanta-dos anys. Va ser enterrada al cementiri d'Oahu amb el seu segon marit, Moses Nakuina. El 2017, la revista Hawaiʻi va incloure a Nakuina entre les dones més influents de la història de Hawaii.

## Publicacions i obres
A continuació es mostren les obres conegudes d'Emma Kaili Metcalf Beckley Nakuina en ordre cronològic:
<div style="-moz-column-count:* Beckley, Mrs. Emma Metcalf. Hawaiian Fisheries and Methods of Fishing, With An Account Of The Fishing Implements Used By The Natives Of The Hawaiian Islands.  Honolulu: Minister of Foreign Affairs, 1883.
- Kaili. “Hiiaka. A Hawaiian Legend by a Hawaiian Native. A Legend of the Goddess Pele, Her Lover Lohiau and her Sister Hiiakaikapoliopele.” Daily Pacific Commercial Advertiser, August 25 – October 13, 1883. (Reprinted in Nimmo, H. Arlo. Pele, Volcano Goddess of Hawaiʻi: A History, 2011: 50–75.)
- E. M. B. (Beckley, Emma M.). “Kahalaopuna: A Legend of Manoa Valley.” Saturday Press, December 8, 1883: 2, c. 1–4. (Reprinted as “Kahalaopuna, Princess of Manoa” in Thrum’s Hawaiian Folk Tales, 1907.)
- Beckley, Mrs. Emma Metcalf. “The Legend of the Fishhook, called Na-iwi-o-Pae, now in the Government Museum.” Honolulu Almanac and Directory, 1884: 39–40.
- Beckley, Emma Metcalf. “Mrs. Beckley’s Report on the Library,” and “Mrs. Beckley’s Report on the Museum.” Report of the Minister of Foreign Affairs [to the Legislature], 1884.
- Beckley, Emma Metcalf. “Mrs. Beckley’s Report on the Library and Museum,” and “Mrs. Beckley’s Report on Her Visit to Molokai.” Report of the Minister of Foreign Affairs [to the Legislature], 1886.
- Alexander, W. D. (Beckley, Emma Metcalf and Harriet Green, translators). He Buke No Ke Ola Kono No Kamalii, 1887.
- Nakuina, Emma. “Historical Catalogue of the Museum.” Compiled between 1882–1887. This document is handwritten, and housed in the Bishop Museum archives.
- His Hawaiian Majesty Kalakaua (Beckley, Mrs. E., contributor). The Legends and Myths of Hawaii, 1888.
- Nakuina, E. M. B. “The Punahou Spring: A Legend.” Hawaiian Annual and Almanac, 1893. (Reprinted in Hawaii’s Young People, Sept. 1901; Thrum’s Hawaiian Folk Tales, 1907; and Paradise of the Pacific, March 1917.)
- Nakuina, Mrs. Emma M. “Hawaiian Sharks.” Paradise of the Pacific, June 1893: 82.
- Nakuina, Mrs. Emma Metcalf. “Ancient Hawaiian Water Rights and Some Customs Pertaining to Them.” Hawaiian Almanac and Annual, 1894: 79–84.
- Nakuina, Emma M. “Caused by Poisoned Crabs, The Theory Advanced by a Well-known Hawaiian Woman.” The Hawaiian Gazette, September 6, 1895: 7, c. 1–2.
- Nakuina, Emma M. “The Woman’s Relief Society, Officers Elected and Plans Made to Assist Hawaiians.” The Hawaiian Gazette, September 10, 1895: 5, c. 6.
- Nakuina, E. M. B. “The Legend of the Shark-Man, Nanaue.” Hawaiian Historical Society Annual Report, 1896: 10–19. (Reprinted in Thrum’s Hawaiian Folk Tales, 1907; Hawaii’s Young People, October 1902; Hawaii’s Young People, April 1915.)
- Atkinson, A. T. and Emma M. Nakuina (contributor). “The Oldest Inhabitant,” Department of Public Instruction, Report of the General Superintendent of the Census, 1896: 123–124.
- Nakuina, E. M. B. “The Legend of Oahunui.” Hawaiian Annual and Almanac, 1897: 90–95. (Reprinted in Thrum’s Hawaiian Folk Tales, 1907.)
- Nakuina, Emma Metcalf. Hawaii, Its People, Their Legends.  Honolulu: T. H., 1904.
- Nakuina, Mrs. Emma. The Moʻo of Konahuanui. Paper read at the Daughters of Hawaii meeting, 1906.
- Nakuina, Mrs. E. M. Contributions to Hawaiian Folk Tales by Thomas G. Thrum, 1907.
- Nakuina, Mrs. Emma. Battle of Nuʻuanu. Draft prepared for the Daughters of Hawaii, to be read at the unveiling of a plaque placed at the Pali Lookout, commemorating the battle, 1907.
- Nakuina, Mrs. Emma. The Hawaiian Coat of Arms. Paper read at the Daughters of Hawaii meeting, 1911.
- Nakuina, Mrs. Emma. A Tradition of Kaimuki. Paper read at the Daughters of Hawaii meeting, 1912.
- Nakuina, Mrs. Emma. “The Royal Arms of Hawaii, to be Presented in Features of Program for Kauikeaouli Centenary.” Pacific Commercial Advertiser, March 15, 1914: 1.
- Nakuina, Emma K. “The Legend of the Kawaiahao Stone.” The Friend, August 1919: 181–182.
- Nakuina, Emma M. “The Legend of Kalaipahoa, The Famous Poison God of Molokai.” Paradise of the Pacific, May 1920: 31.
- Nakuina, Mrs. Emma. “The Springs of Wailele.” The Friend, April 1923: 81–82.; -webkit-column-count:* Beckley, Mrs. Emma Metcalf. Hawaiian Fisheries and Methods of Fishing, With An Account Of The Fishing Implements Used By The Natives Of The Hawaiian Islands.  Honolulu: Minister of Foreign Affairs, 1883.
- Kaili. “Hiiaka. A Hawaiian Legend by a Hawaiian Native. A Legend of the Goddess Pele, Her Lover Lohiau and her Sister Hiiakaikapoliopele.” Daily Pacific Commercial Advertiser, August 25 – October 13, 1883. (Reprinted in Nimmo, H. Arlo. Pele, Volcano Goddess of Hawaiʻi: A History, 2011: 50–75.)
- E. M. B. (Beckley, Emma M.). “Kahalaopuna: A Legend of Manoa Valley.” Saturday Press, December 8, 1883: 2, c. 1–4. (Reprinted as “Kahalaopuna, Princess of Manoa” in Thrum’s Hawaiian Folk Tales, 1907.)
- Beckley, Mrs. Emma Metcalf. “The Legend of the Fishhook, called Na-iwi-o-Pae, now in the Government Museum.” Honolulu Almanac and Directory, 1884: 39–40.
- Beckley, Emma Metcalf. “Mrs. Beckley’s Report on the Library,” and “Mrs. Beckley’s Report on the Museum.” Report of the Minister of Foreign Affairs [to the Legislature], 1884.
- Beckley, Emma Metcalf. “Mrs. Beckley’s Report on the Library and Museum,” and “Mrs. Beckley’s Report on Her Visit to Molokai.” Report of the Minister of Foreign Affairs [to the Legislature], 1886.
- Alexander, W. D. (Beckley, Emma Metcalf and Harriet Green, translators). He Buke No Ke Ola Kono No Kamalii, 1887.
- Nakuina, Emma. “Historical Catalogue of the Museum.” Compiled between 1882–1887. This document is handwritten, and housed in the Bishop Museum archives.
- His Hawaiian Majesty Kalakaua (Beckley, Mrs. E., contributor). The Legends and Myths of Hawaii, 1888.
- Nakuina, E. M. B. “The Punahou Spring: A Legend.” Hawaiian Annual and Almanac, 1893. (Reprinted in Hawaii’s Young People, Sept. 1901; Thrum’s Hawaiian Folk Tales, 1907; and Paradise of the Pacific, March 1917.)
- Nakuina, Mrs. Emma M. “Hawaiian Sharks.” Paradise of the Pacific, June 1893: 82.
- Nakuina, Mrs. Emma Metcalf. “Ancient Hawaiian Water Rights and Some Customs Pertaining to Them.” Hawaiian Almanac and Annual, 1894: 79–84.
- Nakuina, Emma M. “Caused by Poisoned Crabs, The Theory Advanced by a Well-known Hawaiian Woman.” The Hawaiian Gazette, September 6, 1895: 7, c. 1–2.
- Nakuina, Emma M. “The Woman’s Relief Society, Officers Elected and Plans Made to Assist Hawaiians.” The Hawaiian Gazette, September 10, 1895: 5, c. 6.
- Nakuina, E. M. B. “The Legend of the Shark-Man, Nanaue.” Hawaiian Historical Society Annual Report, 1896: 10–19. (Reprinted in Thrum’s Hawaiian Folk Tales, 1907; Hawaii’s Young People, October 1902; Hawaii’s Young People, April 1915.)
- Atkinson, A. T. and Emma M. Nakuina (contributor). “The Oldest Inhabitant,” Department of Public Instruction, Report of the General Superintendent of the Census, 1896: 123–124.
- Nakuina, E. M. B. “The Legend of Oahunui.” Hawaiian Annual and Almanac, 1897: 90–95. (Reprinted in Thrum’s Hawaiian Folk Tales, 1907.)
- Nakuina, Emma Metcalf. Hawaii, Its People, Their Legends.  Honolulu: T. H., 1904.
- Nakuina, Mrs. Emma. The Moʻo of Konahuanui. Paper read at the Daughters of Hawaii meeting, 1906.
- Nakuina, Mrs. E. M. Contributions to Hawaiian Folk Tales by Thomas G. Thrum, 1907.
- Nakuina, Mrs. Emma. Battle of Nuʻuanu. Draft prepared for the Daughters of Hawaii, to be read at the unveiling of a plaque placed at the Pali Lookout, commemorating the battle, 1907.
- Nakuina, Mrs. Emma. The Hawaiian Coat of Arms. Paper read at the Daughters of Hawaii meeting, 1911.
- Nakuina, Mrs. Emma. A Tradition of Kaimuki. Paper read at the Daughters of Hawaii meeting, 1912.
- Nakuina, Mrs. Emma. “The Royal Arms of Hawaii, to be Presented in Features of Program for Kauikeaouli Centenary.” Pacific Commercial Advertiser, March 15, 1914: 1.
- Nakuina, Emma K. “The Legend of the Kawaiahao Stone.” The Friend, August 1919: 181–182.
- Nakuina, Emma M. “The Legend of Kalaipahoa, The Famous Poison God of Molokai.” Paradise of the Pacific, May 1920: 31.
- Nakuina, Mrs. Emma. “The Springs of Wailele.” The Friend, April 1923: 81–82.; column-count:* Beckley, Mrs. Emma Metcalf. Hawaiian Fisheries and Methods of Fishing, With An Account Of The Fishing Implements Used By The Natives Of The Hawaiian Islands.  Honolulu: Minister of Foreign Affairs, 1883.
- Kaili. “Hiiaka. A Hawaiian Legend by a Hawaiian Native. A Legend of the Goddess Pele, Her Lover Lohiau and her Sister Hiiakaikapoliopele.” Daily Pacific Commercial Advertiser, August 25 – October 13, 1883. (Reprinted in Nimmo, H. Arlo. Pele, Volcano Goddess of Hawaiʻi: A History, 2011: 50–75.)
- E. M. B. (Beckley, Emma M.). “Kahalaopuna: A Legend of Manoa Valley.” Saturday Press, December 8, 1883: 2, c. 1–4. (Reprinted as “Kahalaopuna, Princess of Manoa” in Thrum’s Hawaiian Folk Tales, 1907.)
- Beckley, Mrs. Emma Metcalf. “The Legend of the Fishhook, called Na-iwi-o-Pae, now in the Government Museum.” Honolulu Almanac and Directory, 1884: 39–40.
- Beckley, Emma Metcalf. “Mrs. Beckley’s Report on the Library,” and “Mrs. Beckley’s Report on the Museum.” Report of the Minister of Foreign Affairs [to the Legislature], 1884.
- Beckley, Emma Metcalf. “Mrs. Beckley’s Report on the Library and Museum,” and “Mrs. Beckley’s Report on Her Visit to Molokai.” Report of the Minister of Foreign Affairs [to the Legislature], 1886.
- Alexander, W. D. (Beckley, Emma Metcalf and Harriet Green, translators). He Buke No Ke Ola Kono No Kamalii, 1887.
- Nakuina, Emma. “Historical Catalogue of the Museum.” Compiled between 1882–1887. This document is handwritten, and housed in the Bishop Museum archives.
- His Hawaiian Majesty Kalakaua (Beckley, Mrs. E., contributor). The Legends and Myths of Hawaii, 1888.
- Nakuina, E. M. B. “The Punahou Spring: A Legend.” Hawaiian Annual and Almanac, 1893. (Reprinted in Hawaii’s Young People, Sept. 1901; Thrum’s Hawaiian Folk Tales, 1907; and Paradise of the Pacific, March 1917.)
- Nakuina, Mrs. Emma M. “Hawaiian Sharks.” Paradise of the Pacific, June 1893: 82.
- Nakuina, Mrs. Emma Metcalf. “Ancient Hawaiian Water Rights and Some Customs Pertaining to Them.” Hawaiian Almanac and Annual, 1894: 79–84.
- Nakuina, Emma M. “Caused by Poisoned Crabs, The Theory Advanced by a Well-known Hawaiian Woman.” The Hawaiian Gazette, September 6, 1895: 7, c. 1–2.
- Nakuina, Emma M. “The Woman’s Relief Society, Officers Elected and Plans Made to Assist Hawaiians.” The Hawaiian Gazette, September 10, 1895: 5, c. 6.
- Nakuina, E. M. B. “The Legend of the Shark-Man, Nanaue.” Hawaiian Historical Society Annual Report, 1896: 10–19. (Reprinted in Thrum’s Hawaiian Folk Tales, 1907; Hawaii’s Young People, October 1902; Hawaii’s Young People, April 1915.)
- Atkinson, A. T. and Emma M. Nakuina (contributor). “The Oldest Inhabitant,” Department of Public Instruction, Report of the General Superintendent of the Census, 1896: 123–124.
- Nakuina, E. M. B. “The Legend of Oahunui.” Hawaiian Annual and Almanac, 1897: 90–95. (Reprinted in Thrum’s Hawaiian Folk Tales, 1907.)
- Nakuina, Emma Metcalf. Hawaii, Its People, Their Legends.  Honolulu: T. H., 1904.
- Nakuina, Mrs. Emma. The Moʻo of Konahuanui. Paper read at the Daughters of Hawaii meeting, 1906.
- Nakuina, Mrs. E. M. Contributions to Hawaiian Folk Tales by Thomas G. Thrum, 1907.
- Nakuina, Mrs. Emma. Battle of Nuʻuanu. Draft prepared for the Daughters of Hawaii, to be read at the unveiling of a plaque placed at the Pali Lookout, commemorating the battle, 1907.
- Nakuina, Mrs. Emma. The Hawaiian Coat of Arms. Paper read at the Daughters of Hawaii meeting, 1911.
- Nakuina, Mrs. Emma. A Tradition of Kaimuki. Paper read at the Daughters of Hawaii meeting, 1912.
- Nakuina, Mrs. Emma. “The Royal Arms of Hawaii, to be Presented in Features of Program for Kauikeaouli Centenary.” Pacific Commercial Advertiser, March 15, 1914: 1.
- Nakuina, Emma K. “The Legend of the Kawaiahao Stone.” The Friend, August 1919: 181–182.
- Nakuina, Emma M. “The Legend of Kalaipahoa, The Famous Poison God of Molokai.” Paradise of the Pacific, May 1920: 31.
- Nakuina, Mrs. Emma. “The Springs of Wailele.” The Friend, April 1923: 81–82.; vertical-align:top;">* Beckley, Mrs. Emma Metcalf. Hawaiian Fisheries and Methods of Fishing, With An Account Of The Fishing Implements Used By The Natives Of The Hawaiian Islands.  Honolulu: Minister of Foreign Affairs, 1883.
- Kaili. “Hiiaka. A Hawaiian Legend by a Hawaiian Native. A Legend of the Goddess Pele, Her Lover Lohiau and her Sister Hiiakaikapoliopele.” Daily Pacific Commercial Advertiser, August 25 – October 13, 1883. (Reprinted in Nimmo, H. Arlo. Pele, Volcano Goddess of Hawaiʻi: A History, 2011: 50–75.)
- E. M. B. (Beckley, Emma M.). “Kahalaopuna: A Legend of Manoa Valley.” Saturday Press, December 8, 1883: 2, c. 1–4. (Reprinted as “Kahalaopuna, Princess of Manoa” in Thrum’s Hawaiian Folk Tales, 1907.)
- Beckley, Mrs. Emma Metcalf. “The Legend of the Fishhook, called Na-iwi-o-Pae, now in the Government Museum.” Honolulu Almanac and Directory, 1884: 39–40.
- Beckley, Emma Metcalf. “Mrs. Beckley’s Report on the Library,” and “Mrs. Beckley’s Report on the Museum.” Report of the Minister of Foreign Affairs [to the Legislature], 1884.
- Beckley, Emma Metcalf. “Mrs. Beckley’s Report on the Library and Museum,” and “Mrs. Beckley’s Report on Her Visit to Molokai.” Report of the Minister of Foreign Affairs [to the Legislature], 1886.
- Alexander, W. D. (Beckley, Emma Metcalf and Harriet Green, translators). He Buke No Ke Ola Kono No Kamalii, 1887.
- Nakuina, Emma. “Historical Catalogue of the Museum.” Compiled between 1882–1887. This document is handwritten, and housed in the Bishop Museum archives.
- His Hawaiian Majesty Kalakaua (Beckley, Mrs. E., contributor). The Legends and Myths of Hawaii, 1888.
- Nakuina, E. M. B. “The Punahou Spring: A Legend.” Hawaiian Annual and Almanac, 1893. (Reprinted in Hawaii’s Young People, Sept. 1901; Thrum’s Hawaiian Folk Tales, 1907; and Paradise of the Pacific, March 1917.)
- Nakuina, Mrs. Emma M. “Hawaiian Sharks.” Paradise of the Pacific, June 1893: 82.
- Nakuina, Mrs. Emma Metcalf. “Ancient Hawaiian Water Rights and Some Customs Pertaining to Them.” Hawaiian Almanac and Annual, 1894: 79–84.
- Nakuina, Emma M. “Caused by Poisoned Crabs, The Theory Advanced by a Well-known Hawaiian Woman.” The Hawaiian Gazette, September 6, 1895: 7, c. 1–2.
- Nakuina, Emma M. “The Woman’s Relief Society, Officers Elected and Plans Made to Assist Hawaiians.” The Hawaiian Gazette, September 10, 1895: 5, c. 6.
- Nakuina, E. M. B. “The Legend of the Shark-Man, Nanaue.” Hawaiian Historical Society Annual Report, 1896: 10–19. (Reprinted in Thrum’s Hawaiian Folk Tales, 1907; Hawaii’s Young People, October 1902; Hawaii’s Young People, April 1915.)
- Atkinson, A. T. and Emma M. Nakuina (contributor). “The Oldest Inhabitant,” Department of Public Instruction, Report of the General Superintendent of the Census, 1896: 123–124.
- Nakuina, E. M. B. “The Legend of Oahunui.” Hawaiian Annual and Almanac, 1897: 90–95. (Reprinted in Thrum’s Hawaiian Folk Tales, 1907.)
- Nakuina, Emma Metcalf. Hawaii, Its People, Their Legends.  Honolulu: T. H., 1904.
- Nakuina, Mrs. Emma. The Moʻo of Konahuanui. Paper read at the Daughters of Hawaii meeting, 1906.
- Nakuina, Mrs. E. M. Contributions to Hawaiian Folk Tales by Thomas G. Thrum, 1907.
- Nakuina, Mrs. Emma. Battle of Nuʻuanu. Draft prepared for the Daughters of Hawaii, to be read at the unveiling of a plaque placed at the Pali Lookout, commemorating the battle, 1907.
- Nakuina, Mrs. Emma. The Hawaiian Coat of Arms. Paper read at the Daughters of Hawaii meeting, 1911.
- Nakuina, Mrs. Emma. A Tradition of Kaimuki. Paper read at the Daughters of Hawaii meeting, 1912.
- Nakuina, Mrs. Emma. “The Royal Arms of Hawaii, to be Presented in Features of Program for Kauikeaouli Centenary.” Pacific Commercial Advertiser, March 15, 1914: 1.
- Nakuina, Emma K. “The Legend of the Kawaiahao Stone.” The Friend, August 1919: 181–182.
- Nakuina, Emma M. “The Legend of Kalaipahoa, The Famous Poison God of Molokai.” Paradise of the Pacific, May 1920: 31.
- Nakuina, Mrs. Emma. “The Springs of Wailele.” The Friend, April 1923: 81–82.